# Chevrolet 210
 (janvier 2020).
Si vous disposez d'ouvrages ou d'articles de référence ou si vous connaissez des sites web de qualité traitant du thème abordé ici, merci de compléter l'article en donnant les références utiles à sa vérifiabilité et en les liant à la section « Notes et références ».
La Chevrolet Two-Ten était une berline de milieu de gamme produite par la marque Chevrolet de 1953 à 1957 pendant deux générations et remplacée en 1958 par la Biscayne. Elle fut la meilleure vente de Chevrolet entre 1953 et 1954 en faisant le lien entre l'austère 150 et la dispendieuse Bel Air. Dès son lancement en 1953, elle offrit un choix de carrosseries inconnu à l'époque: berline deux et quatre portes, berline deux portes sans montants (Sport Coupe Hardtop) et break quatre portes (Townsman). Tous ces modèles n'étaient disponibles qu'en six cylindres Blue Flame (3,9L) avec boîte de vitesses manuelle trois rapports avec ou sans overdrive, ou avec une boîte de vitesses automatique Powerglide à deux rapports. Le contexte économique de ce milieu des années 1950 aux États-Unis fit que le public plébiscita la Bel Air, obligeant Chevrolet à reconsidérer la gamme 210 avec le renouvellement de 1955 en lui donnant accès à l'ensemble des options de cette dernière, jusqu'à proposer une version quatre portes sans montants (4 door Hardtop Sport Sedan) ainsi que les nouveaux moteurs V8 Small Block Turbo-Fire (4,3L puis 4,6L à injection). Chevrolet proposa même en option pour l'année 1957 la très décriée (et abandonnée dès 1961) boîte de vitesses à variation continue Turboglide.

## Histoire
La série Two-Ten, introduite pour l'année modèle 1953, a remplacé la série Styleline DeLuxe. C'était en fait le modèle Chevrolet le plus vendu en 1953 et 54, offrant un équilibre de style et de luxe non disponible dans la série 150 de base, mais était moins coûteux que la fastueuse Bel Air. Les Two-Ten offrait le plus large choix de styles de carrosserie pour 1953, y compris un cabriolet, un coupé sport à toit rigide, des berlines à deux et quatre portes et des break à quatre portes.
Alors que le public américain commençait à préférer le chic à l'économie, la Bel Air a commencé à surpasser les petites séries, comprenant les modèles 150 et 210. En réponse partielle, Chevrolet a réintroduit la Two-Ten à toit rigide Sport Coupé au milieu de l'année-modèle 1955 et a également ajouté une Two-Ten berline sport à deux portes à toit rigide pour 1956. Aucun des deux n'a réalisé les ventes de leurs homologues de la Bel Air, car ils n'étaient que 100,00 $ moins chers que les Bel Air, qui offraient plus de luxe et de garnitures extérieures de qualité supérieure.
Contrairement à la série 150, les Two-Ten étaient toujours disponibles avec les mêmes options de luxe que la Bel Air, y compris la transmission automatique Powerglide, les lève-vitres électriques et le réglage des sièges. Le Two-Ten Townsman était le modèle de break le plus vendu en 1953, mais le Townsman a été transféré à la série Bel Air pour 1954, pour revenir ensuite au Two-Ten pour 1955. Le break à prix réduit Handyman, un modèle à quatre porte en 1953-1954, est devenu un modèle à deux portes pour 1955-1957. Les deux ont été rejoints par un break quatre portes Beauville à neuf places en 1956-1957.

## Première génération (1953-1954)

### 1953-1954
Premières années pour les Two-Ten. En dehors du changement de motorisation, ces années modèle sont essentiellement les mêmes, sauf pour les éléments de calandre et phares, et bien sûr l'offre de modèle réduite en 1954. Les clignotants des tableaux de bord de 1953 étaient blancs, verts en 1954.

#### Versions
En 1953, Chevrolet propose une très large gamme avec, en plus des berlines 2 et 4 portes, un coupé club (habitacle plus court qu'une deux portes), un break 6 places Handyman, un break 8 places Townsman (avec panneaux imitation bois) mais aussi un coupé sport hardtop et même un rare cabriolet deux portes. L'année suivante, ces deux derniers modèles faisant doublon avec les Bel Air disparaissent de la gamme « 210 » tandis que les coupés club (surnommés « bubble top » à cause de la forme de la partie vitrée) sont désormais fabriqués comme des berlines deux portes (plus généreux aux places arrière) et prennent le nom de Delray. En 1954, la Townsman cesse d'être une « Two-Ten » et devient le premier break Bel Air. 

#### Groupes motopropulseurs
Deux moteurs ont été utilisés dans chacune des années modèle 53 à 54, l'unité Blue Flame plus puissante utilisée avec la transmission automatique Powerglide. Toutes les Two-Ten avaient une transmission manuelle Synchromesh à trois vitesses en standard, avec deux transmissions en option (voir ci-dessous). Tous les moteurs sont de conception à soupapes en tête (OHV). Ils sont communément appelés «Stovebolt Sixes» en raison des grandes vis à tête fendue utilisées pour fixer le couvercle de soupape et les couvercles de tige de poussée au bloc. 1954 était la dernière année pour les systèmes électriques 6 volts dans les véhicules Chevrolet.

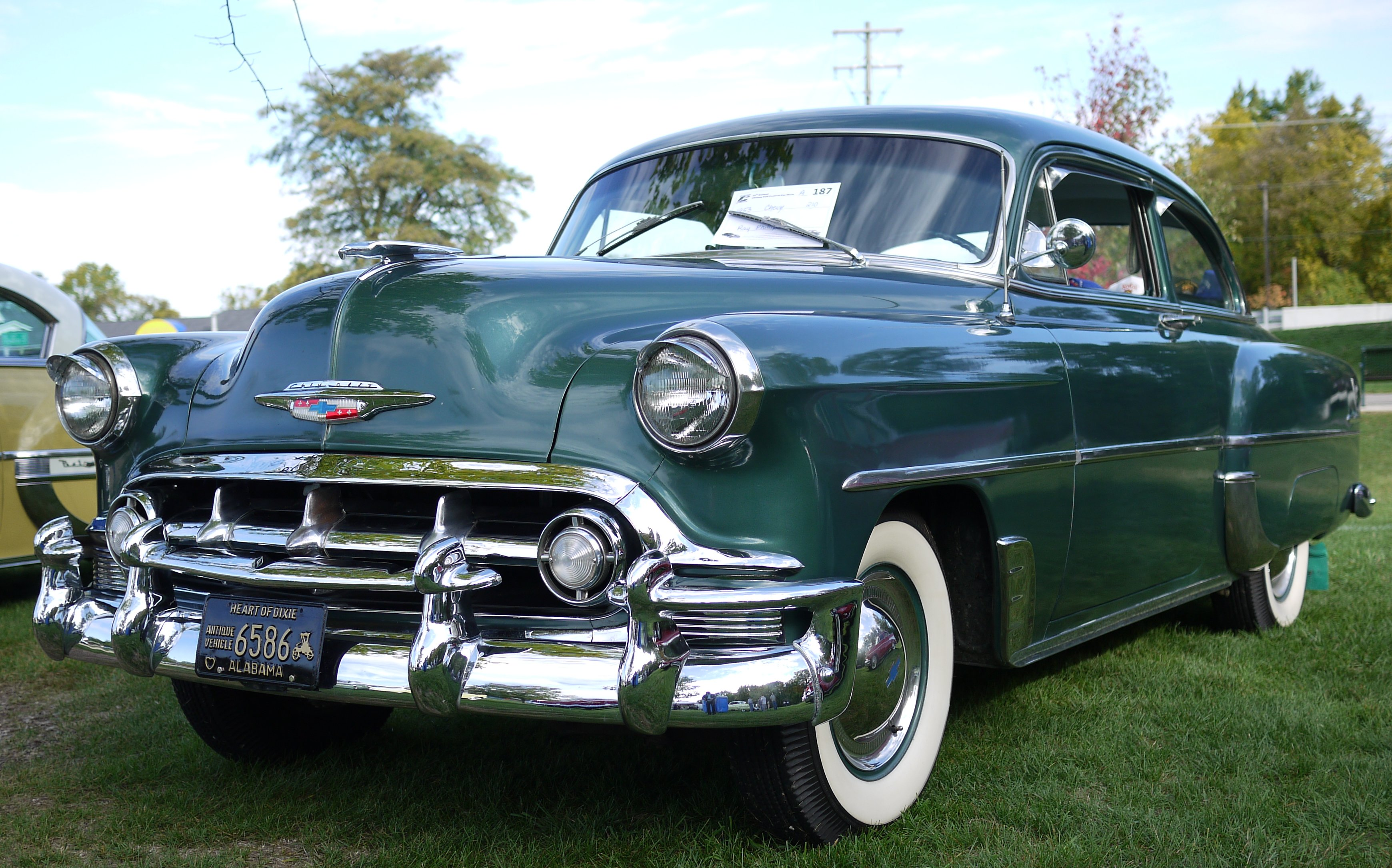
Two-Ten deux portes de 1953.

- «Thrift-King» I6 235 de 108 ch (81 kW) (transmissions manuelles en 1953)
- «Blue Flame» I6 235 de 115 ch (86 kW) (Powerglide de 1953)
- «Blue Flame» I6 235 de 115 ch (86 kW) (transmissions manuelles en 1954)
- «Blue Flame» I6 235 de 125 ch (93 kW) (Powerglide de 1954)

#### Transmissions
- Manuelle Synchromesh à 3 vitesses
- Manuelle Synchromesh à 3 vitesses avec unité de surmultiplication
- Automatique Powerglide à 2 vitesses.

### Production
Durant les deux premières années, la clientèle préférera les «Two-Ten» (49 puis 46 % du total des Chevrolet produites) aux «Bel Air» (38 % des ventes en 1953, 43 % en 1954).

#### 1953
Le nombre de Chevrolet 210 a atteint 649 821 exemplaires, un chiffre qui dépasse le total des Styleline Deluxe de 1952 malgré la création des «Bel Air»
La production des «Two-Ten» 1953 se décompose en 332 497 berlines quatre portes, 247 455 deux portes, 23 961 coupés club et 14 045 coupés hardtop. La version la plus rare est le cabriolet : 5 617 exemplaires (moins du quart des cabriolets Bel Air qui coûtaient ne coûtaient "que" 80 $ de plus). Les breaks Handyman et Townsman compteront 18 258 et 7 988 exemplaires. Neufs, les prix des berlines et coupés club tournaient autour de 1 700 à 1 760 $. Les beaux cabriolets et hardtop, 2 093 et 1 967 $, n'étaient pas les plus chers de la gamme ; les breaks, complexes à produire, démarraient en effet à 2 123 $ (Handyman) et 2 275 $ pour le Townsman imitation bois, faisant de cette version la Chevrolet la plus onéreuse devant les Bel Air.

#### 1954
Un total de 525 222 Chevrolet 210 sont sorties d'usine, moins que l'année précédente mais les autres gammes, Bel Air et 150, ainsi que les groupes concurrents étaient également en recul cette année. La gamme simplifiée comportait 235 146 quatre portes, 27 175 breaks Handyman, 196 498 deux portes ordinaires et 66 403 de la version Delray. Les tarifs avaient tous augmenté de 10 $ et la nouvelle Delray, avec un prix de 1 782 $, se plaçait au-dessus des berlines 4 portes,.

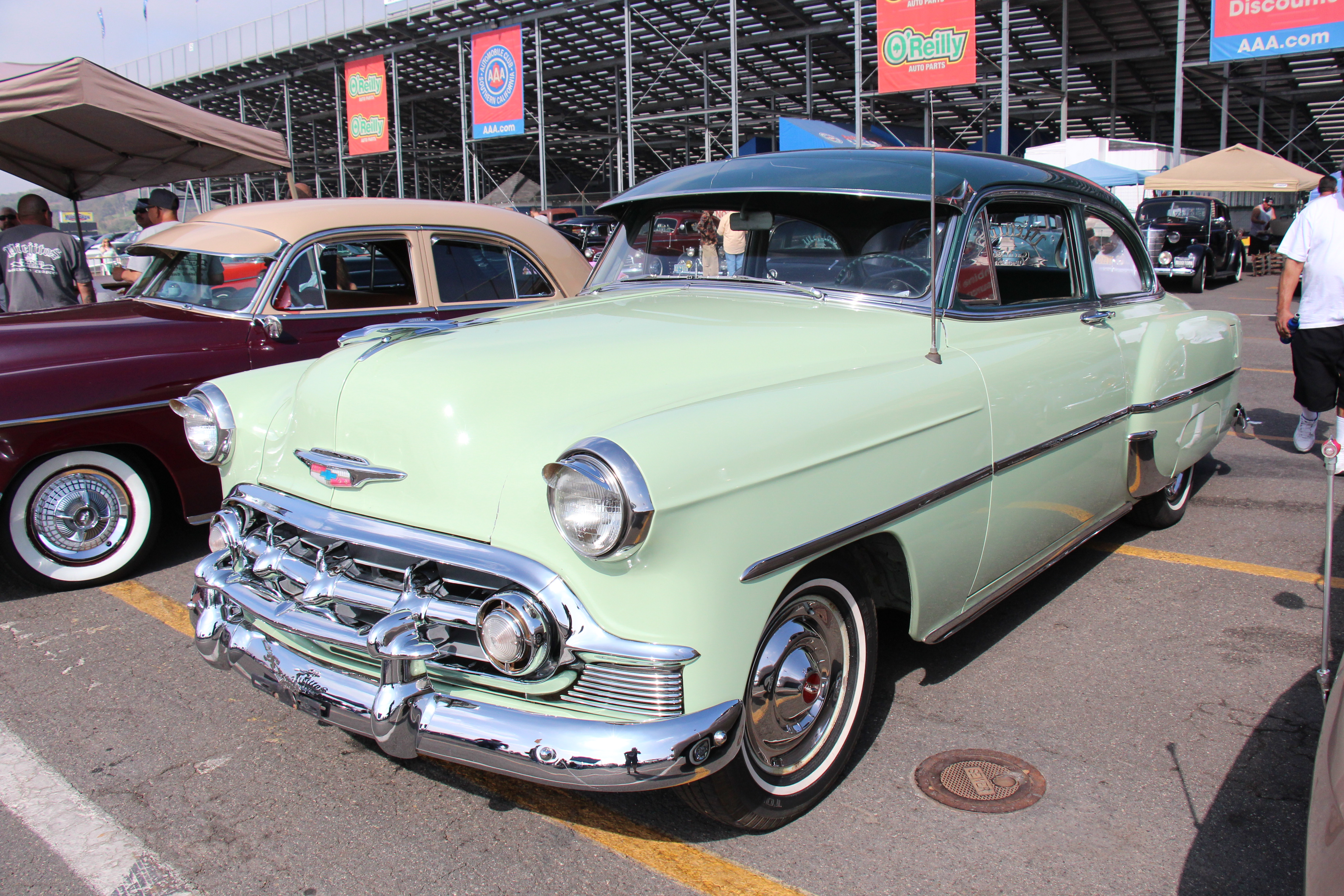
Coupé club de 1953.
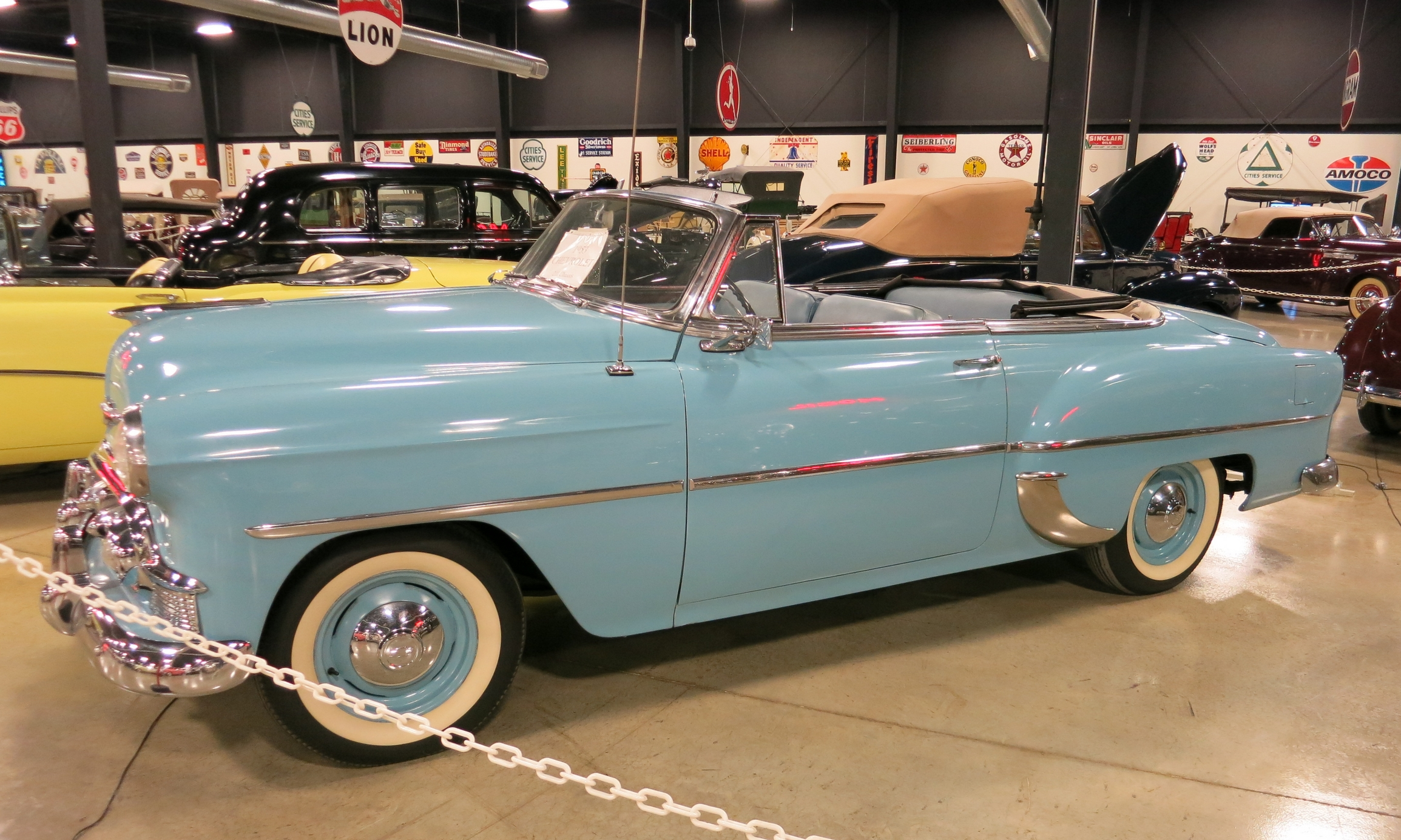
Rare cabriolet two-ten de 1953.
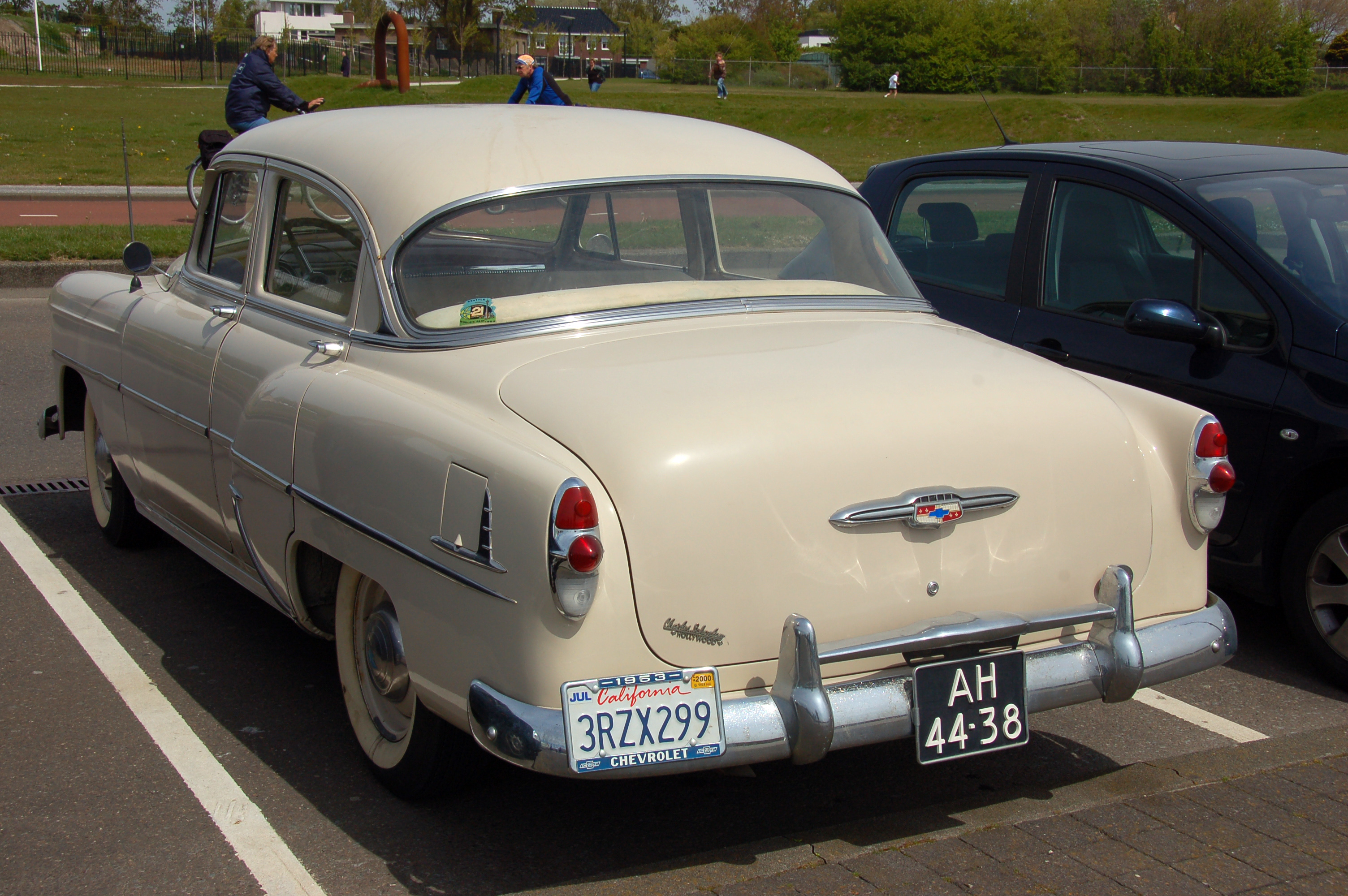
Berline de 1953.

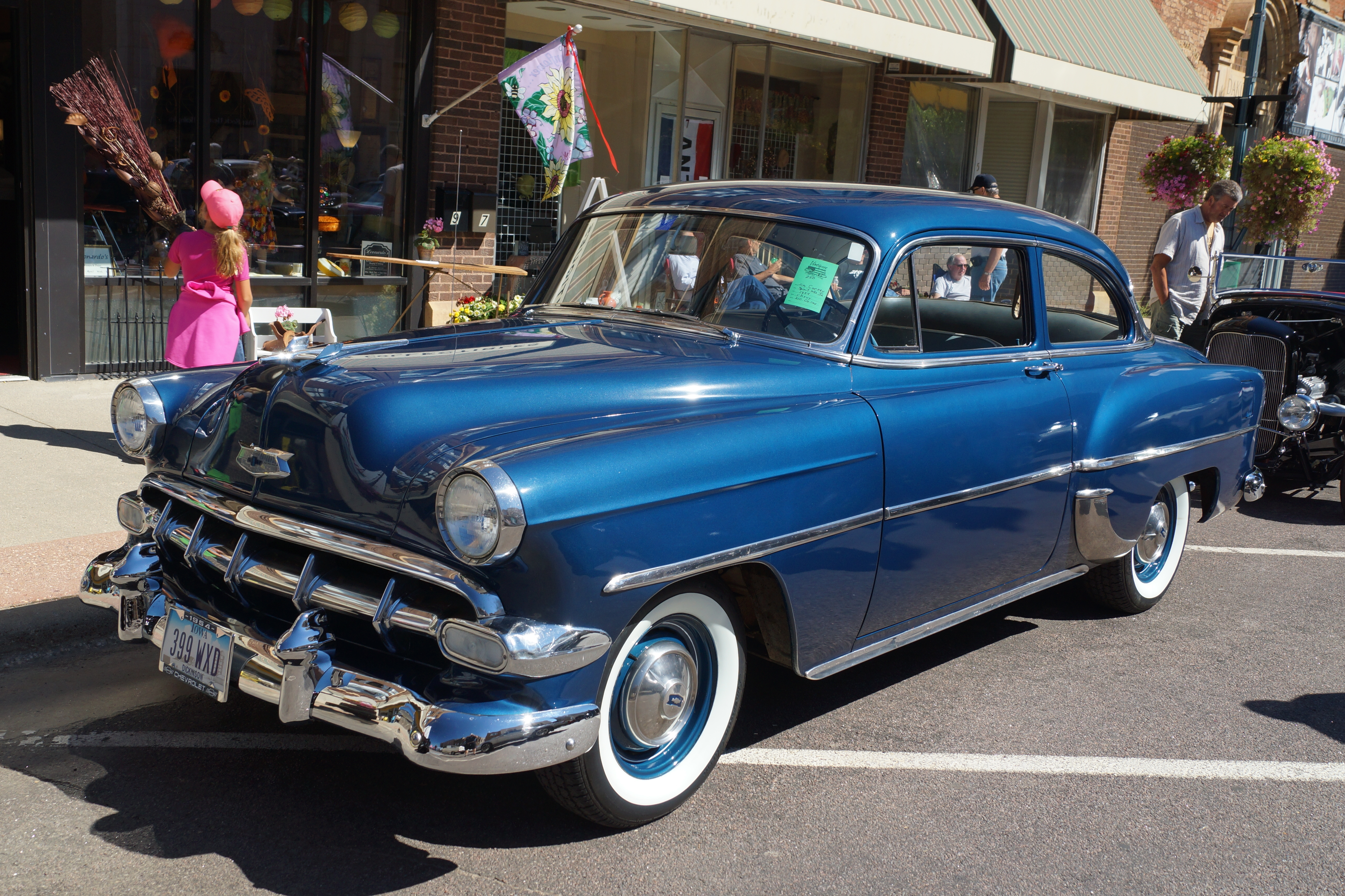
Coupé Delray de 1954.
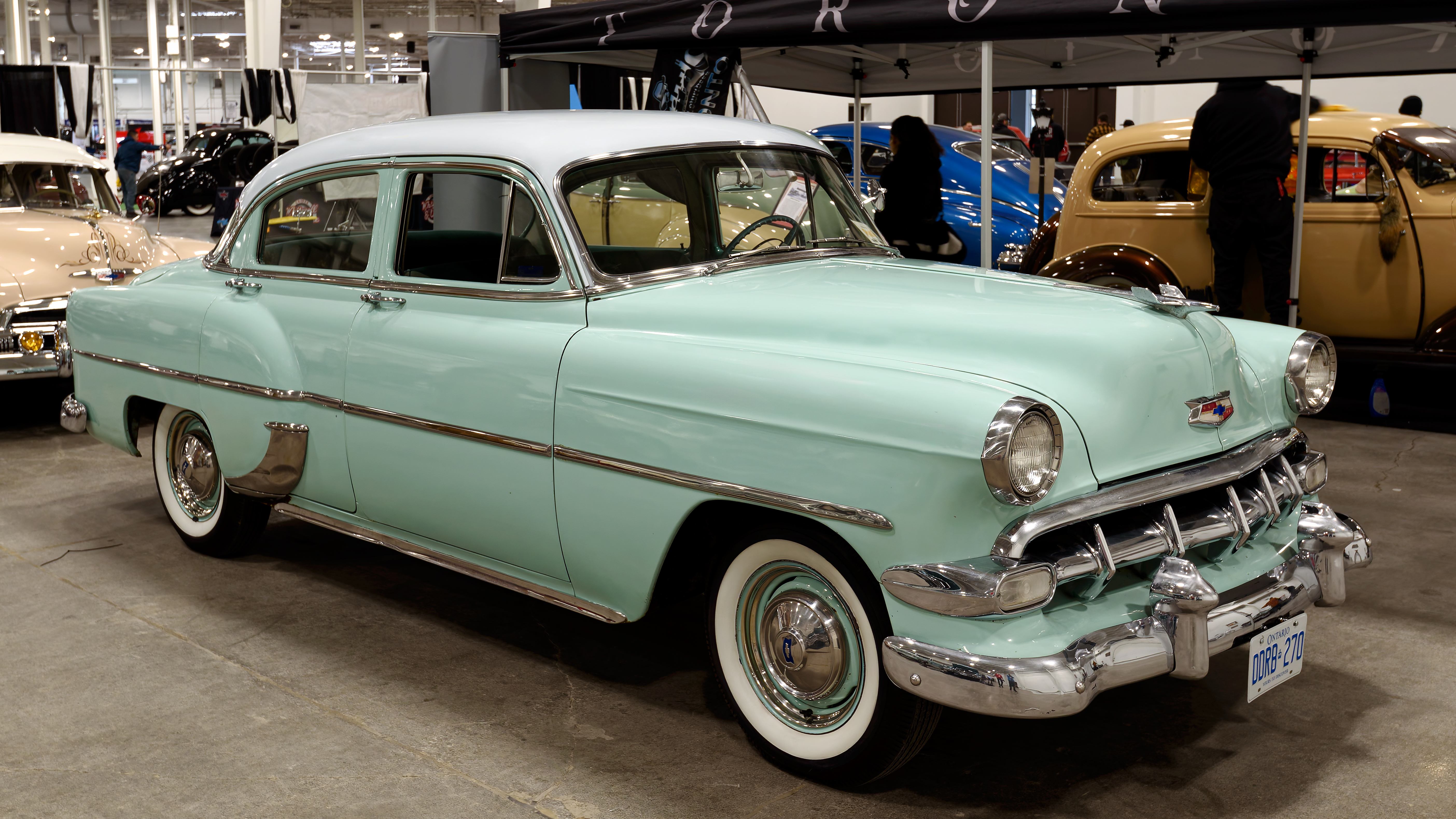
Quatre portes.
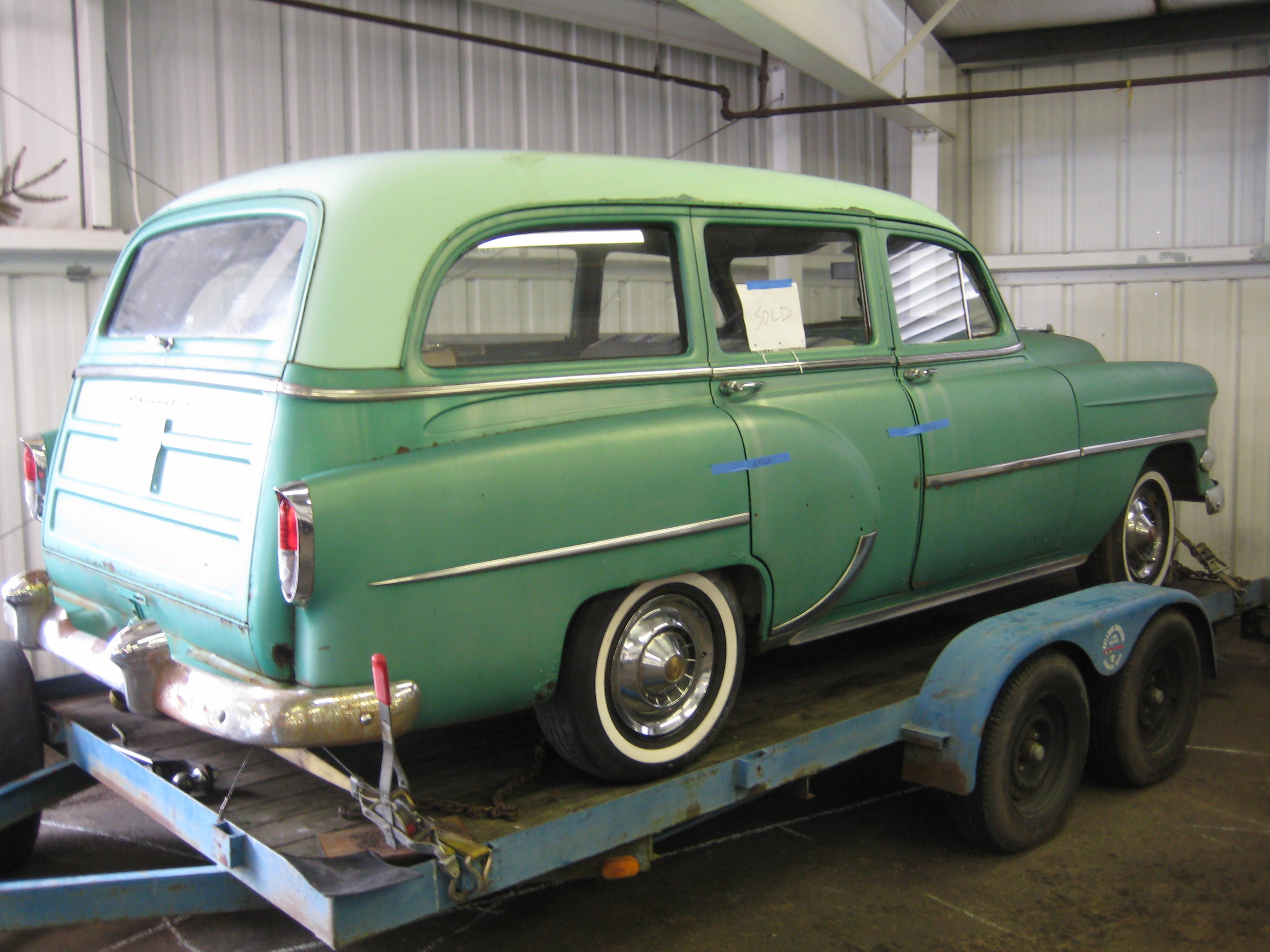
Handyman "210".

## Deuxième génération (1955-1957)

### 1955

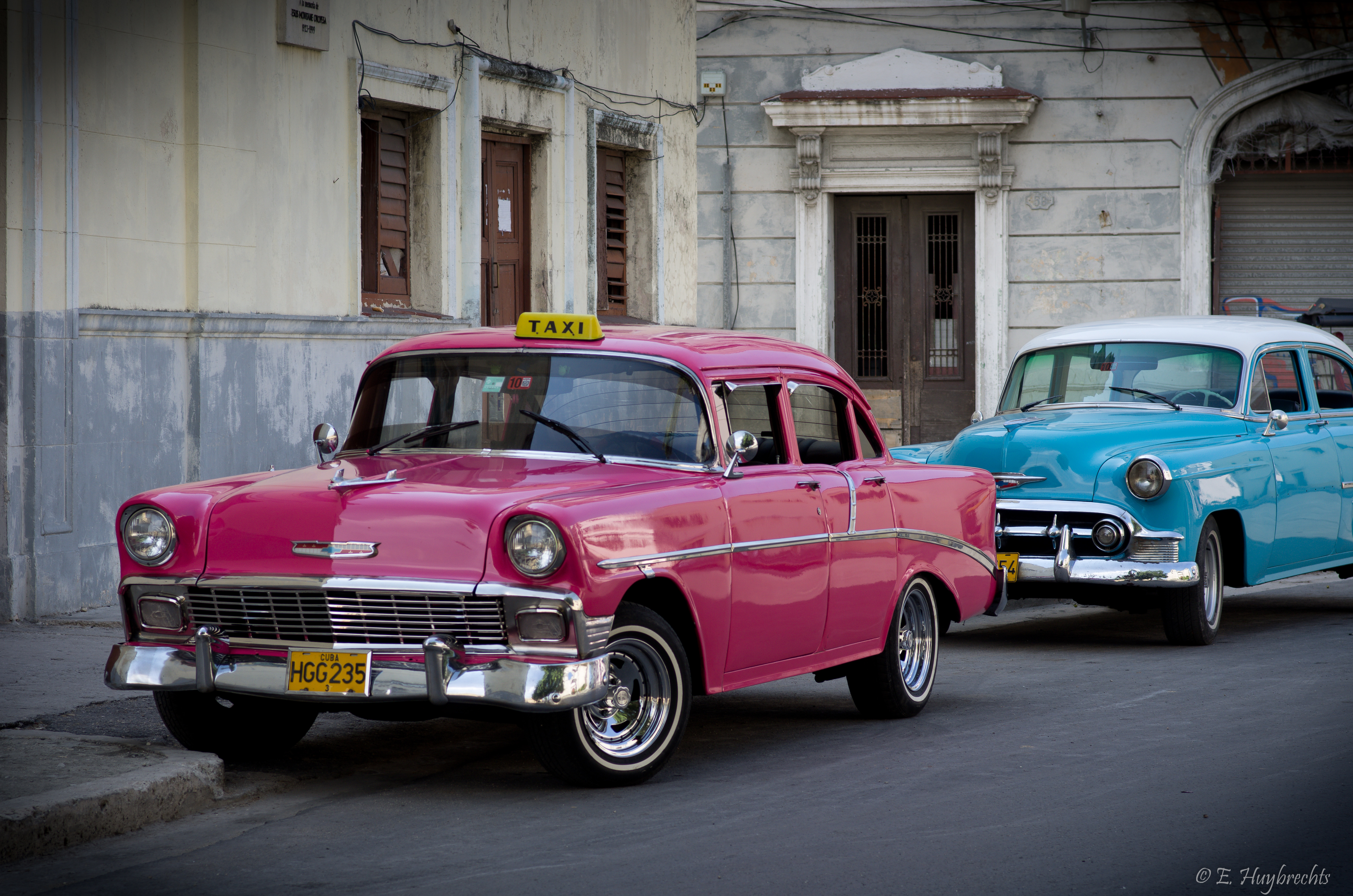
Berline quatre portes de 1956 à Cuba, devant une Chevrolet 210 ou Bel Air de 1953.

L'année modèle '55 marque l'introduction d'un nouveau châssis et les débuts du petit bloc V8. Le cadre de porte central a été renforcé pour plus de sécurité. Les freins étaient des tambours de 280 mm. L'acheteur de Two-Ten était libre de choisir n'importe quelle option de groupe motopropulseur disponible. L'ampèremètre et les jauges de pression d'huile ont été remplacés par des témoins lumineux. Soignant son image de marque, Chevrolet ne propose pas moins de 17 couleurs de peinture extérieure, et l'option bi-colore recoupe un total de 21 combinaisons. L'intérieur des 210, distinct des autres gammes, propose trois variantes de tissu gabardine tandis que le modèle Delray et les breaks 210 disposent chacun de 3 variantes de sellerie en vinyl.
Ce n'était pas la première Chevrolet à avoir installé un moteur V8. La première Chevrolet avec un moteur V8 a été introduite en 1917 appelée la Series D qui a été construite pendant deux ans, et a été fabriquée avant que Chevrolet ne rejoigne General Motors.

#### Moteurs
- «Blue Flame» I6 235 de 123 ch (92 kW) (transmission manuelle)
- "Blue Flame" I6 265 de 136 ch (101 kW) (transmission automatique)
- «Turbo-Fire» V8 OHV 283 de 162 ch (121 kW) ou 180 ch (134 kW) (en option)

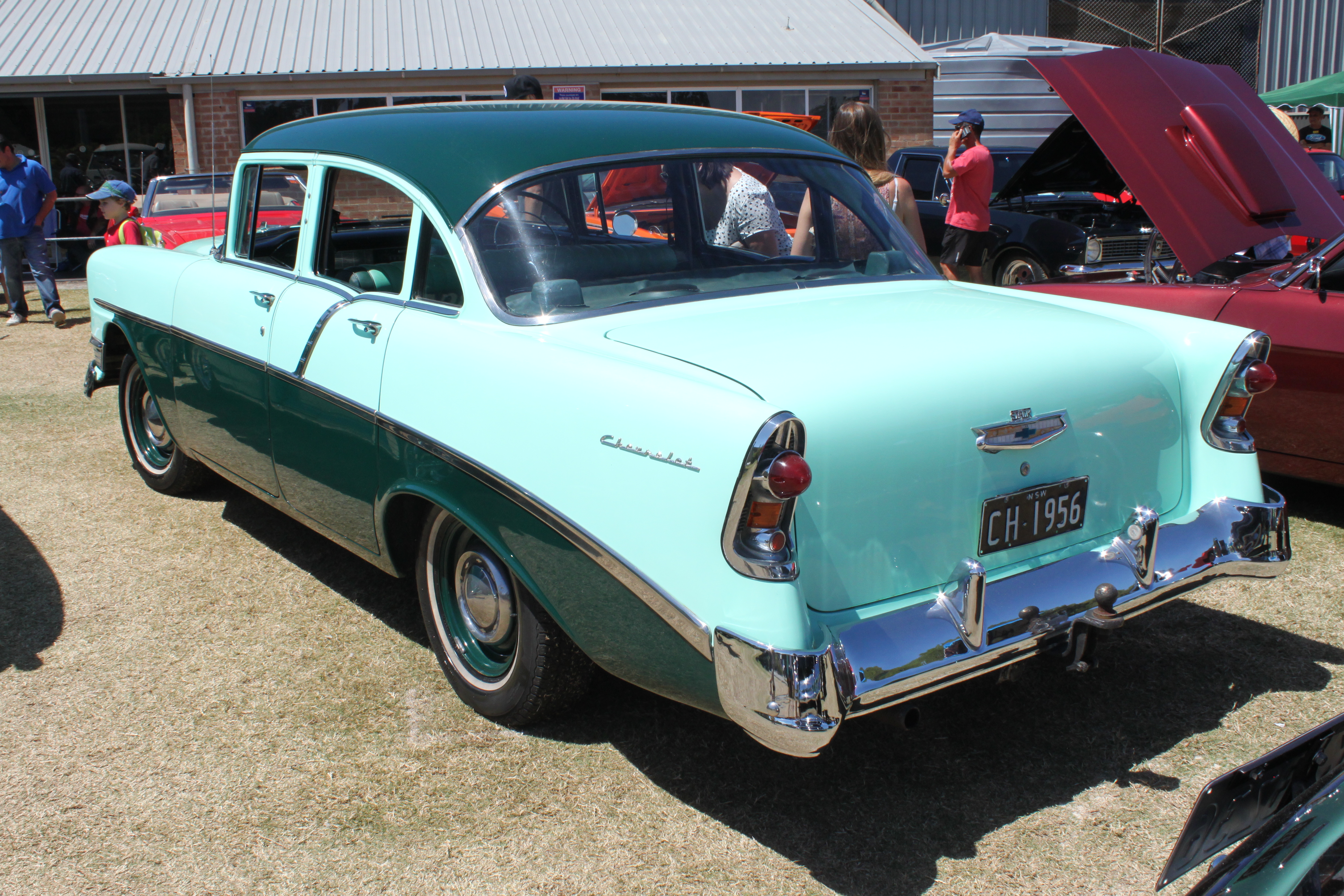
Quatre portes de 1956.

#### Transmissions
- Manuelle Synchromesh à 3 vitesses
- Manuelle Synchromesh à 3 vitesses avec unité de surmultiplication
- Automatique Powerglide à 2 vitesses.

### 1956
Les choix de moteurs restent les mêmes, sauf qu'ils sont désormais classés avec une puissance de sortie plus élevée. Le V8 de 4,3 L était disponible en trois versions. L'I6 avait une nouvelle construction unifiée, peu importe la transmission. Un total de 10 coloris étaient proposés, avec 14 combinaisons de peinture deux tons. L'intérieur des 210 possède toujours 9 combinaisons, dont 3 pour les breaks et 3 en vinyl pour le modèle Delray.

#### Moteurs
- "Blue Flame" I6 235 de 140 ch (104 kW).
- «Turbo-Fire» V8 OHV 265 de 170 ch (127 kW).
- "Turbo-Fire" V8 OHV 265 avec carburateur à quatre cylindres de 210 ch (157 kW)
- "Turbo-Fire" V8 OHV 265 avec carburateurs à double quadruple cylindre de 225 ch (168 kW)

#### Transmissions
- Manuelle Synchromesh à 3 vitesses
- Manuelle Synchromesh à 3 vitesses avec unité de surmultiplication
- Automatique Powerglide à 2 vitesses

### 1957
Nouveau pour 1957 était le moteur V8 de 4,6 L à petit bloc en option. Il y avait trois versions de ce moteur avec des carburateurs conventionnels, ainsi qu'une option à injection de carburant. Ce sont les premières Chevrolet à utiliser des pneus sans chambre à air[réf. nécessaire].
La Two-Ten partageait la garniture latérale en forme de coin avec la Bel Air, mais contrairement au Bel Air (qui avait le coin rempli d'un panneau de garniture en aluminium), le coin de la Two-Ten était peint soit de couleur de la carrosserie, soit de couleur supérieure avec l'option peinture bicolore. Un total de 16 coloris étaient proposés, avec 15 combinaisons de peinture deux tons. Le modèle Delray se singularisait par la possibilité de doter les sièges de vinyle en imitation écaille, les autres variantes utilisant du tissu.

#### Moteurs
- "Blue Flame" I6 235 de 140 ch (104 kW).
- «Turbo-Fire» V8 OHV 265 de 162 ch (121 kW).
- «Super Turbo-Fire» V8 OHV 283 de 185 ch (138 kW).
- «Super Turbo-Fire» V8 OHV 283 avec carburateur à 4 cylindres de 220 ch (164 kW)
- «Super Turbo-Fire» V8 OHV 283 avec double carburateur à 4 cylindres de 270 ch (201 kW)
- «Super Turbo-Fire» V8 OHV 283 avec injection de carburant Rochester Ram-Jet de 283 ch (211 kW)

#### Transmissions
- Manuelle Synchromesh à 3 vitesses
- Manuelle Synchromesh à 3 vitesses avec unité de surmultiplication
- Automatique Powerglide à 2 vitesses
- Automatique Turboglide à vitesse variable

### Production

#### 1955
L'année-modèle 1955 verra sortir d'usine 1,7 million de Chevrolets dont 47 % (805 309) étaient des «Two-Ten». Les Bel Air, concurrentes plus luxueuses, sont dans leur sillage avec une différence de seulement 30 000 véhicules. Les quatre portes sont les plus nombreuses (317 724) suivies par les deux portes (249 105 régulières et 115 584 Delray) ainsi que les breaks 82 303 Townsman et 28 918 Handyman. Le coupé hardtop connaît un discret dérivé dans la série «210» mais seuls 11 675 ont été fabriqués, soit quinze fois moins que les hardtop Bel Air lesquels coûtaient 110 $ de plus. En dehors des breaks, autour des 2 100 $, la gamme des prix s'échelonnait entre 1 770 et 1 960 $.

#### 1956
En 1956, les ventes de Chevrolet sont en léger recul (150 000 exemplaires), affectant davantage les Bel Air que les « 210 », qui représentent toujours 47%. Les «150» font même mieux qu'en 1955. Les Berlines «Two-Ten» classiques se raréfient face aux hardtops deux portes (18 616) et au nouveau hardtop quatre portes (20 021). Les breaks Beauville sont aussi déclinés en «Two-Ten» devenant leur modèle le plus cher avec 2 348 $ (ils disparaîtront de la gamme Bel Air l'année suivante).

#### 1957
Les Chevrolet 1957, malgré une refonte technique et esthétique, feront exceptionnellement un moins bon score que les toutes nouvelles Ford 1957 qui avaient fortement grimpé en dimensions. La répartition Bel Air - 210 - 150 reste sensiblement la même et, parmi les «Two-Ten», seuls les hardtops deux portes et les breaks (Townsman et Beauville) sont les seuls à être plus nombreux que leurs équivalents de 1956.

1955
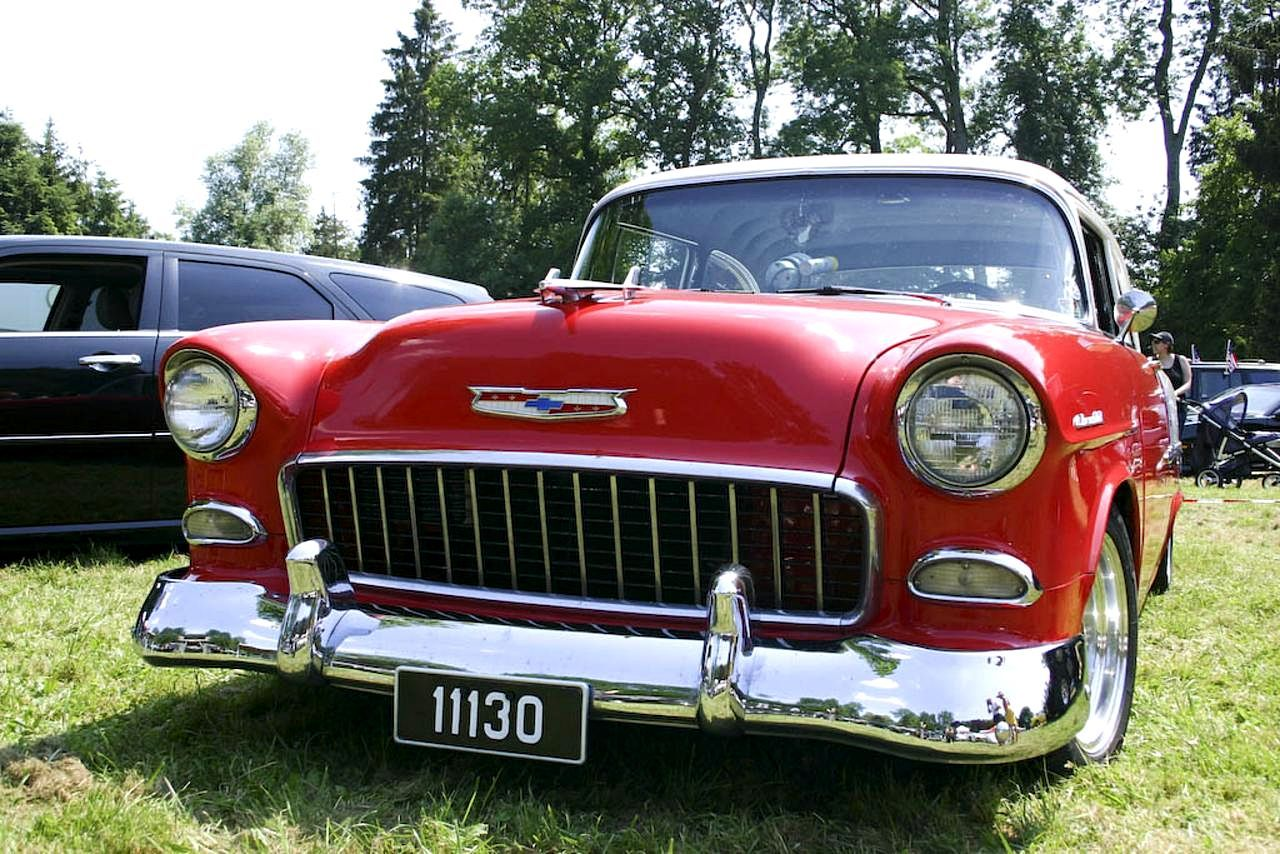
Grille spécifique aux Chevrolets de 1955.
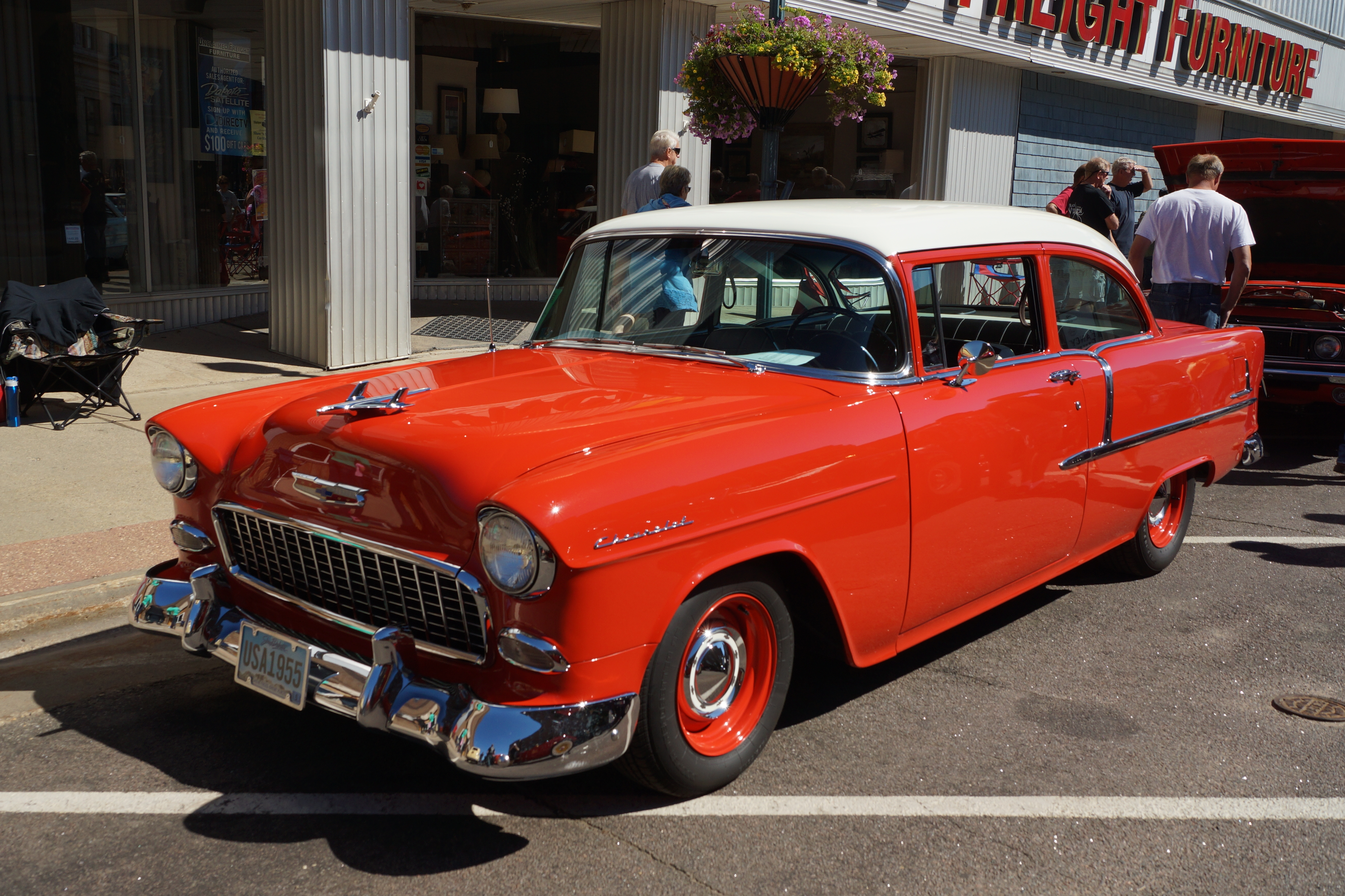
Deux portes Delray.
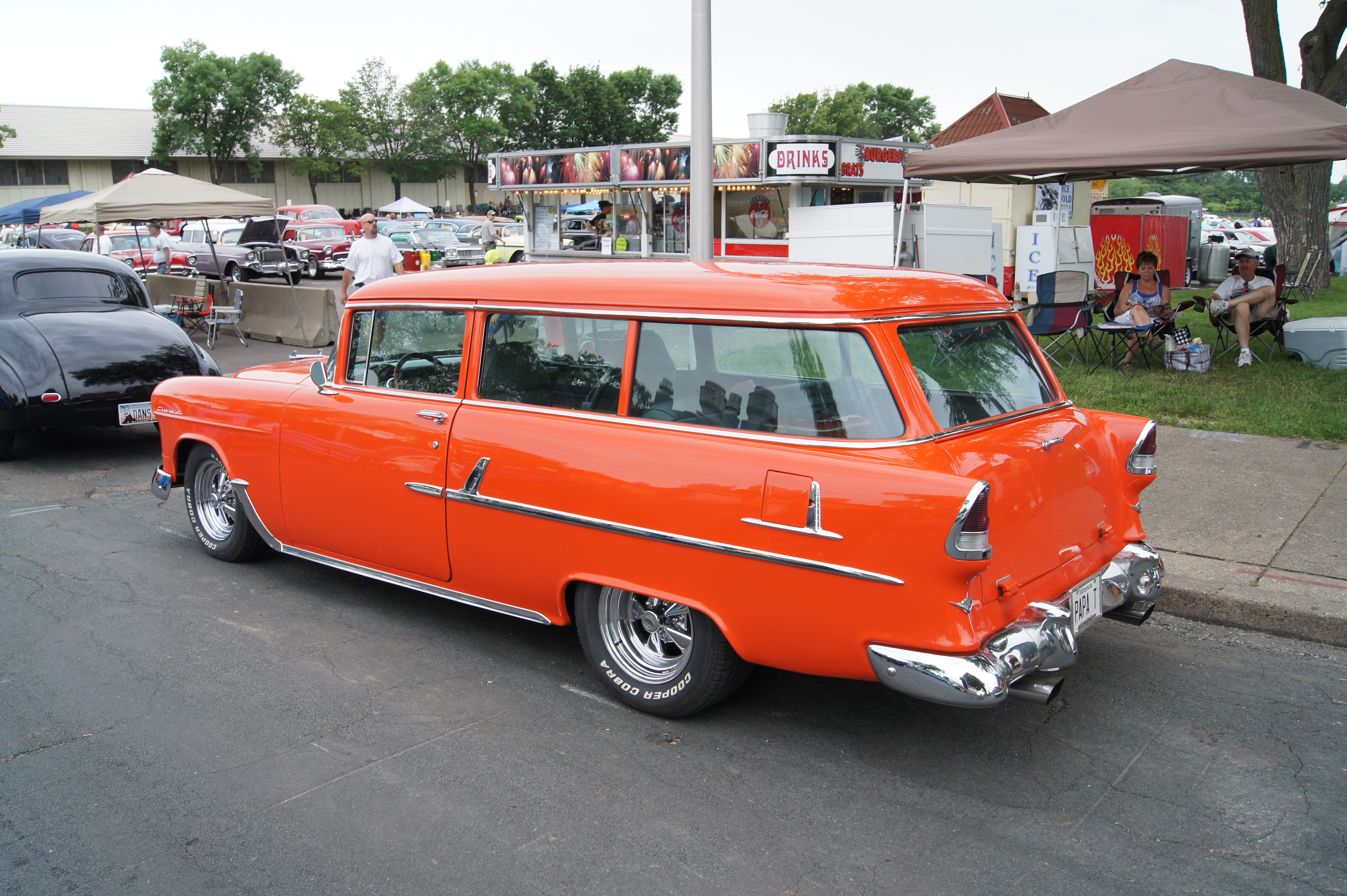
Handyman deux portes.

1956
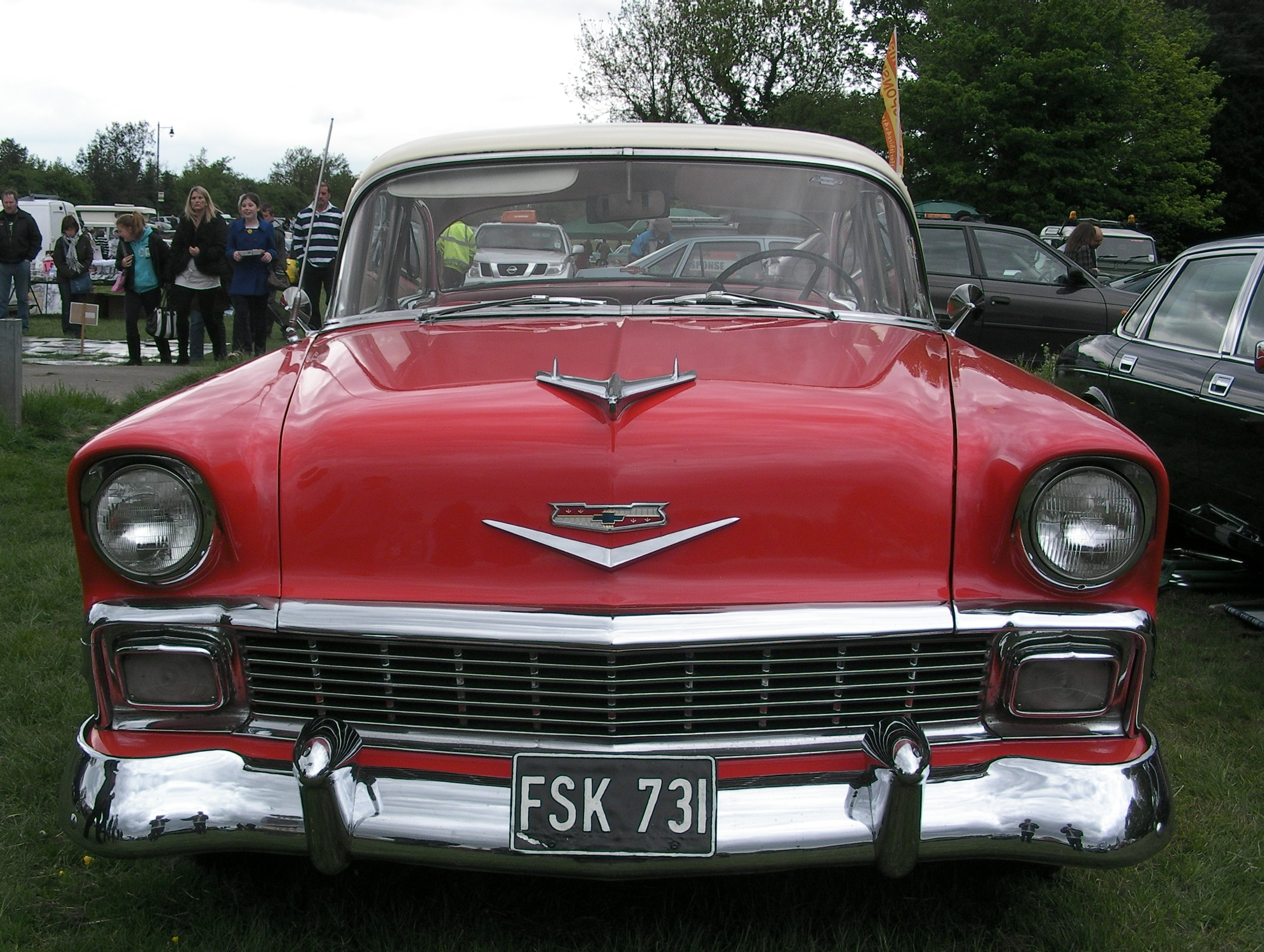
Large calandre introduite en 1956.
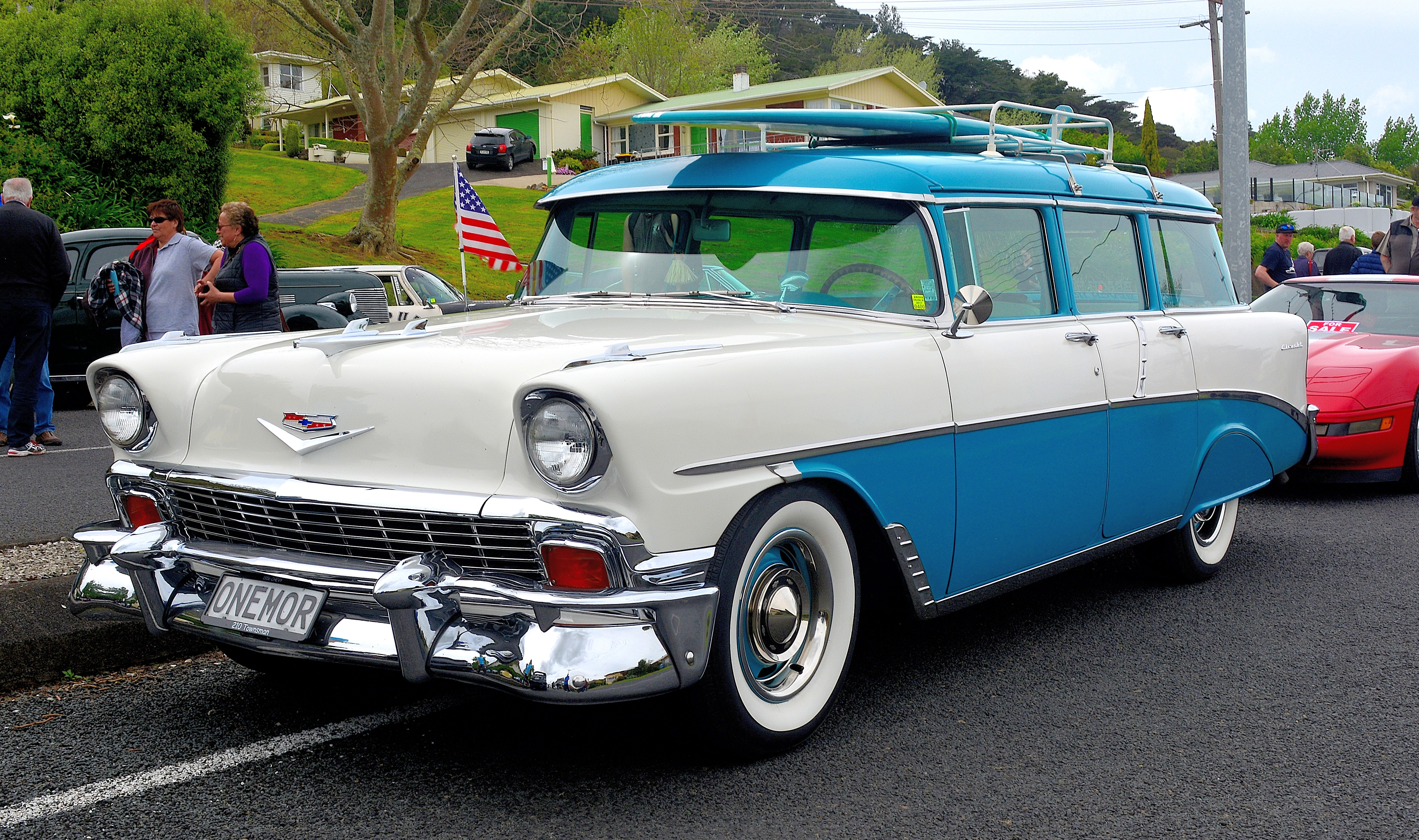
Break Townsman.
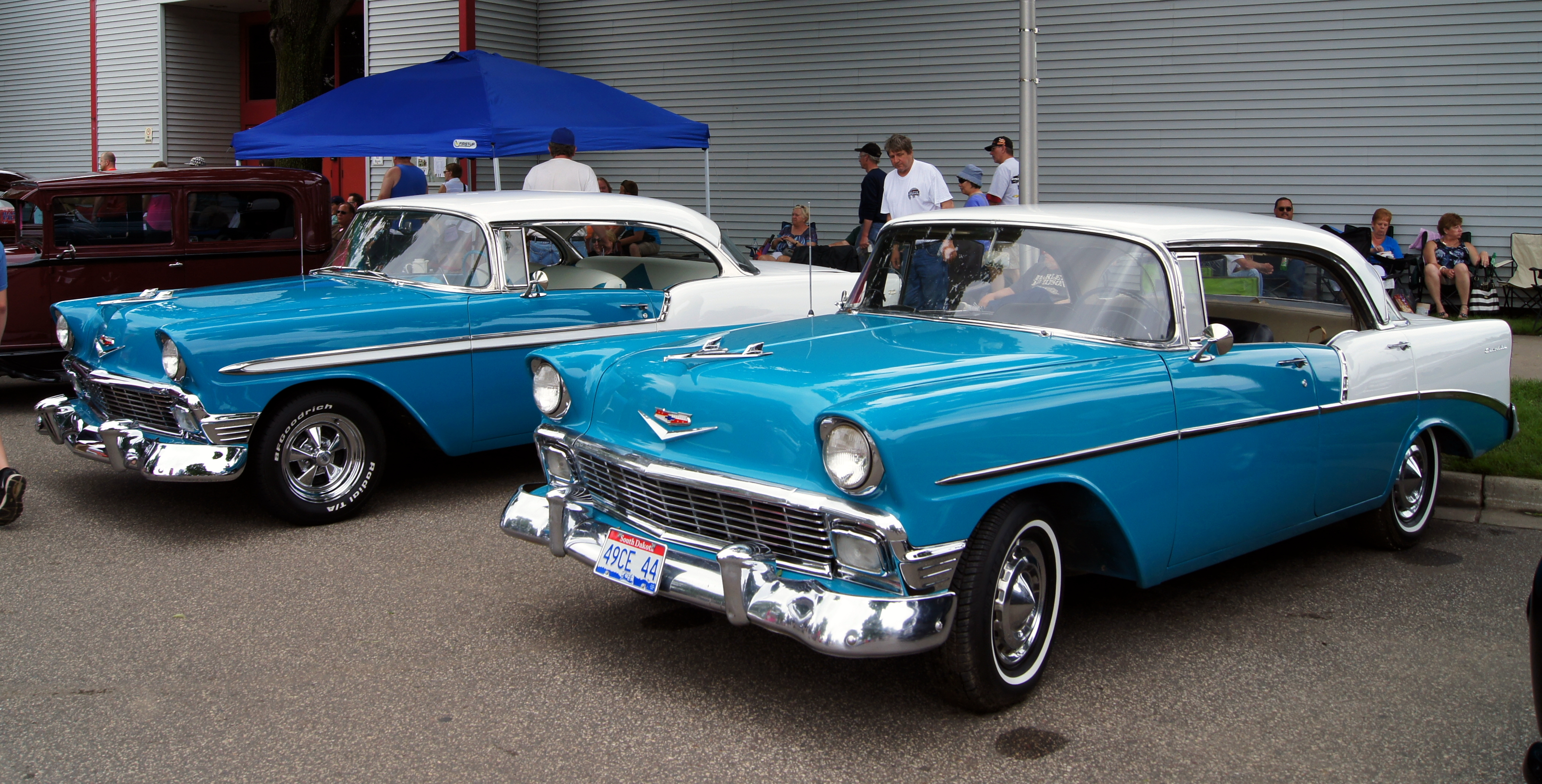
Hardtop quatre portes (Bel Air deux portes au second plan).

1957
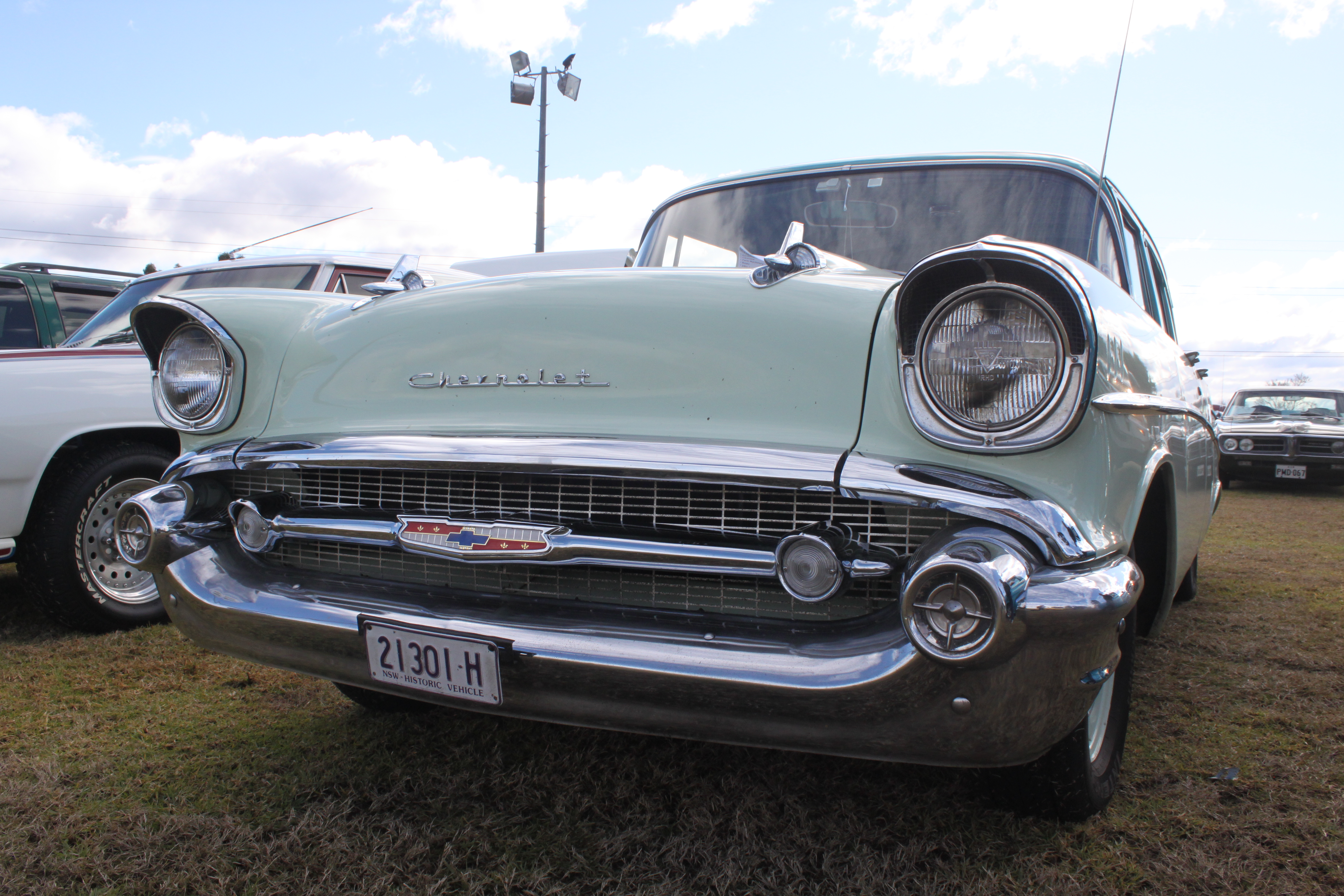
Calandre du modèle 1957.
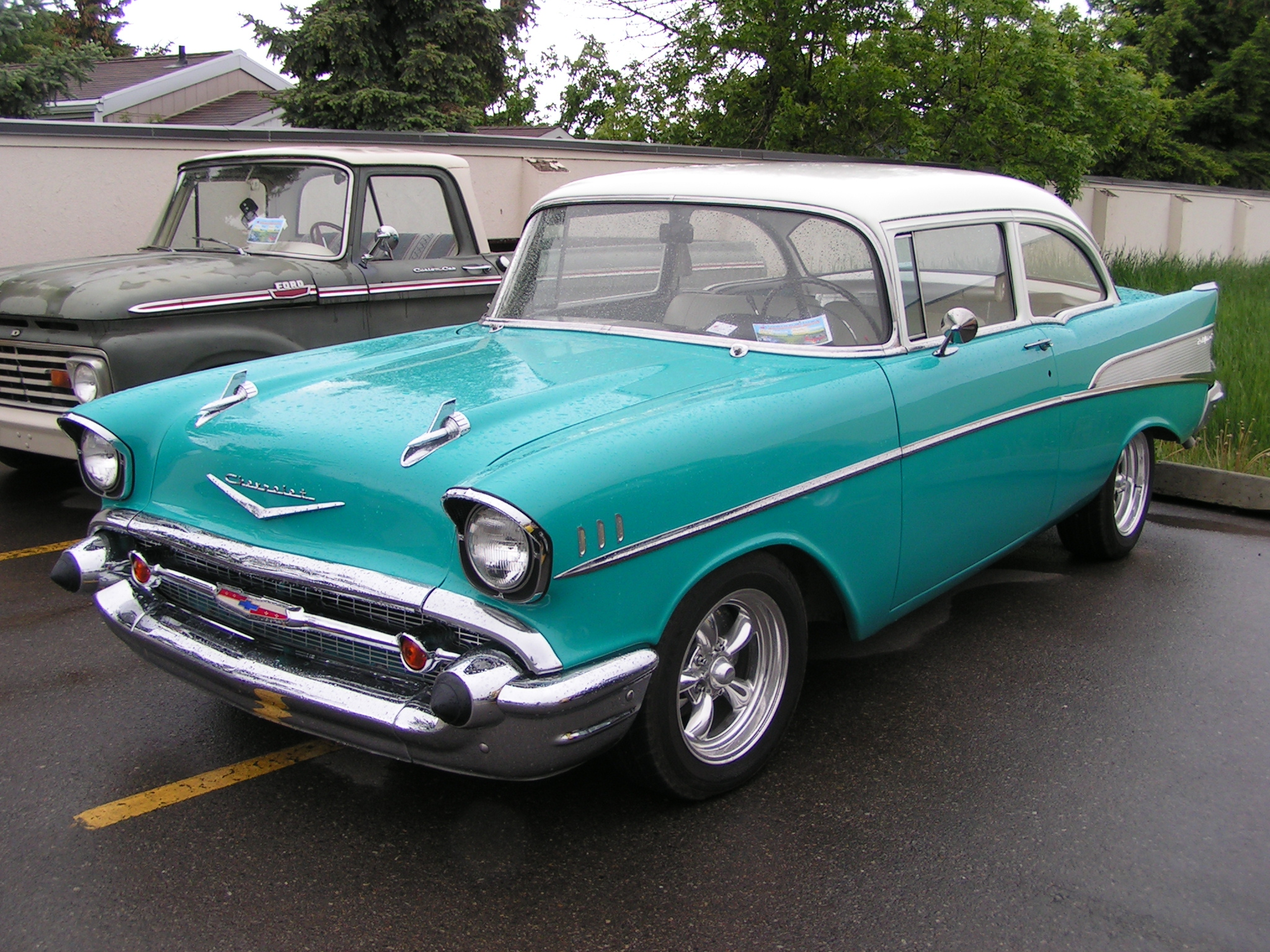
Deux portes.
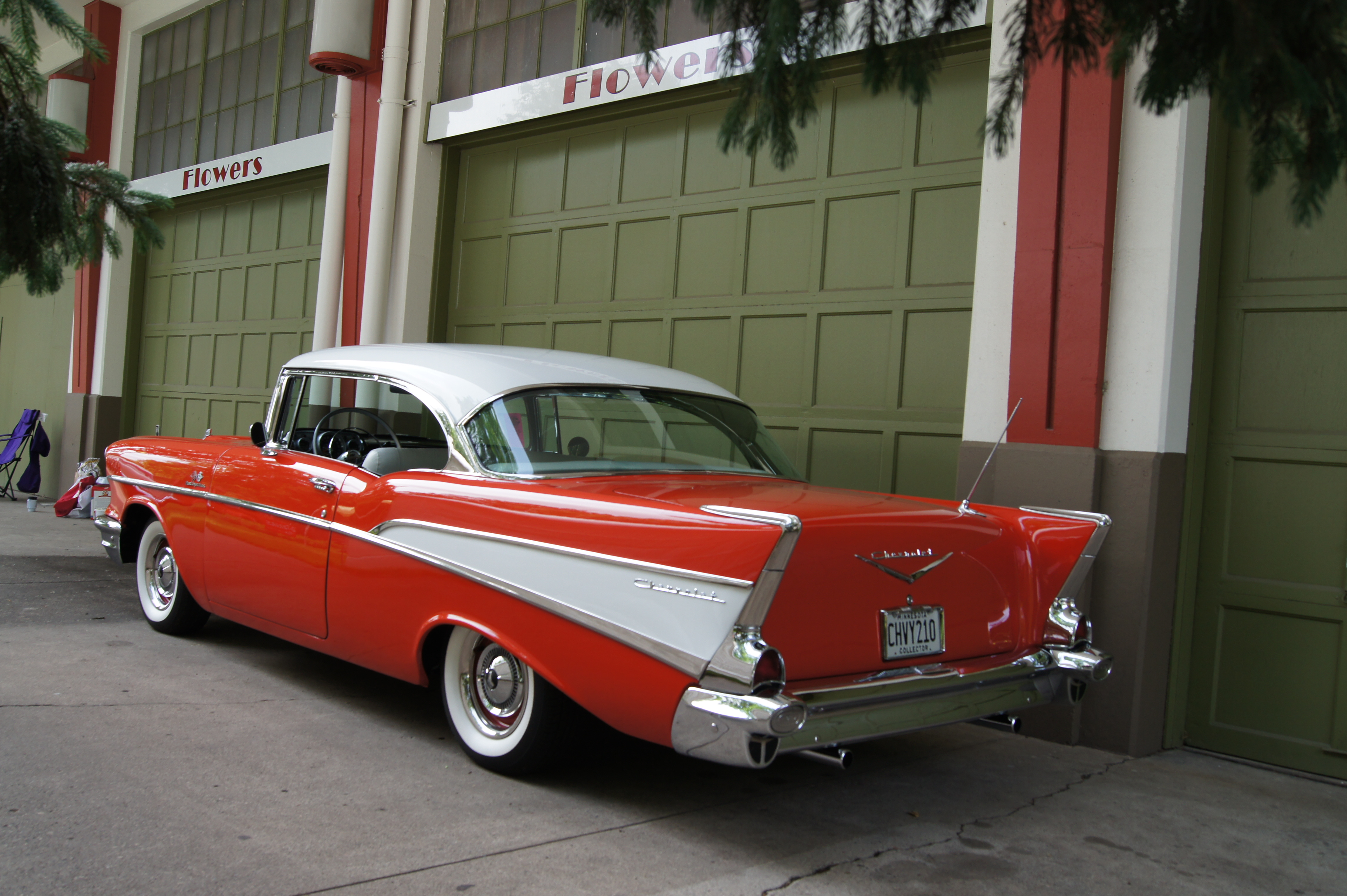
Hardtop deux portes de 1957.

## Aujourd'hui
Aujourd'hui, les Chevrolet Bel Air de 1953 à 1957 sont de loin les modèles les plus recherchés pour les collectionneurs. Cependant, les modèles Two-Ten ont un attrait, en particulier le cabriolet de 1953 (très rare), le Delray Club Coupe avec son intérieur en vinyle amélioré et les hardtops Sport Coupe de 1953 et 1955-57. D'autres modèles sont moins précieux, mais encore une fois, peuvent être achetés pour moins d'argent que les Bel Air, pour les collectionneurs de Chevrolet à petit budget. Contrairement à la série One-Fifty, les Two-Ten arborent une bonne quantité de garnitures chromées et d'aménagements intérieurs de luxe, ce qui les rend attrayantes et confortables.